# Quincy Troupe
Quincy Troupe (* 22. července 1939) je americký spisovatel, novinář a pedagog. Jeho otcem byl baseballista Quincy Trouppe. V roce 1985 vedl pro časopis Spin rozsáhlý rozhovor s trumpetistou Milesem Davisem. Později se podílel na Davisově autobiografické knize. Mezi jeho básnické sbírky patří například Skulls Along the River (1984), Choruses (1999) a The Architecture of Language (2006). Jako pedagog působil například na Kalifornské univerzitě San Diego.